# 浦清
浦清（1414年—？），字宗源，直隸松江府上海縣人，民籍。明朝政治人物。進士出身。

## 生平
正統六年（1441年）辛酉科應天府鄉試第五十四名。正統十年（1445年）乙丑科會試第三十八名，殿試登進士第二甲第三十三名。

## 家族
曾祖浦源善，曾任廣安府經歷。祖父浦撝謙，曾任新昌縣知縣。父亲浦璿。